# Kevin Van Wijk
Kevin Van Wijk (nacido en Haarlem, 17 de abril de 1989) es un jugador de baloncesto holandés que actualmente milita en las filas del Club Baloncesto Peixefresco Marín de la Liga EBA. Tiene una altura de 2,03 metros y juega de ala-pívot.

## Biografía
Comenzó a jugar a baloncesto en su país natal siguiendo los pasos de su padre, Heck Van Wijk, también jugador de baloncesto profesional. Con 17 años el Gran Canaria pone sus ojos en él para formar parte de sus categorías inferiores. En su primer año con el júnior del conjunto canario fue uno de los jugadores más destacados en el Campeonato de España, donde concluyó como máximo reboteador con 13 rechaces por encuentro. 
Tras dos años más en la cantera del conjunto amarillo, en la 2009/10 se incorpora a la prestigiosa Canary Basketball Academy, desde donde da el salto a la NCAA enrolándose en la Universidad de Valparaiso. Con los Crussader promedió en su año sénior 14.1 puntos y 5.2  rebotes encuentro, e incluso fue incluido en cinco ideal de la All-Horizon League. 
Concluido su periplo universitario dio el salto al profesionalismo en la LEB Oro fichando por el Unión Financiera Oviedo. Con el conjunto asturiano firmó unos grandes números en año de debut con 13 créditos de valoración, siendo una de las grandes revelaciones de la competición y llevando al equipos a disputar por primera vez en su historia la postemporada. 
Tras pasar por Breogán Lugo, donde una lesión de muñeca le impidió rendir a gran nivel, en 2015 regresaba al conjunto del principado con el que volvía a mostrar un gran nivel y ayudaba a los carbayones a disputar nuevamente los Playoffs de ascenso.
En agosto de 2016, se une el perímetro del Club Melilla Baloncesto de la Liga LEB Oro.
En la temporada 2017-18, firma por el Club Baloncesto Peñas Huesca de la Liga LEB Oro.
En verano de 2018, firma por el Club Ourense Baloncesto de la Liga LEB Oro, en el que jugaría durante 3 temporadas en la categoría de plata, convirtiéndose en capitán del conjunto gallego.
El 28 de agosto de 2021, pese a perder la categoría, renueva por el Club Ourense Baloncesto para jugar en la Liga LEB Plata.
En agosto de 2022, firma por el Club Baloncesto Peixefresco Marín de la Liga EBA.

## Trayectoria deportiva
- Categorías inferiores del CB Gran Canaria (2008-2009)
- Valparaiso Crusaders (2009-2013)
- Oviedo Club Baloncesto (2013-2014)
- Club Baloncesto Breogán (2014-2015)
- Oviedo Club Baloncesto (2015-2016)
- Club Melilla Baloncesto (2016-2017)
- Club Baloncesto Peñas Huesca (2017-2018)
- Club Ourense Baloncesto (2018-2022)
- Club Baloncesto Peixefresco Marín (2022-)